# San Francesco degli Scarioni (Nápoly)
A San Francesco degli Scarioni egy nápolyi barokk templom (Via Arco Mirelli). 1704-ben építette Giovanni Battista Nauclerio Leonardo Scarioni nápolyi nemes adományaiból. A főoltár 1755-ben készült, Francesco de Mura alkotása.

## További információ
- A Wikimédia Commons tartalmaz San Francesco degli Scarioni témájú kategóriát.